# Oreobates ibischi
Espèce
Synonymes
- Eleutherodactylus ibischi Reichle, Lötters & De la Riva, 2001

Statut de conservation UICN

 LC  : Préoccupation mineure
Oreobates ibischi est une espèce d'amphibiens de la famille des Craugastoridae.

## Répartition
Cette espèce est endémique du centre de la Bolivie. Elle se rencontre entre 750 et 1 800 m d'altitude dans l'ouest du département de Santa Cruz et dans la province de Belisario Boeto dans le département de Chuquisaca.

## Étymologie
Cette espèce est nommée en l'honneur de Pierre Leonhard Ibisch.

## Publication originale
- Reichle, Lötters & De la Riva, 2001 : A new species of the discoidalis group of Eleutherodactylus (Anura, Leptodactylidae) from inner-Andean dry valleys of Bolivia. Journal of Herpetology, vol. 35, no 1, p. 21-26.